# Castelnuovo Calcea
Castelnuovo Calcea – miejscowość i gmina we Włoszech, w regionie Piemont, w prowincji Asti.
Według danych na styczeń 2009 gminę zamieszkiwały 794 osoby przy gęstości zaludnienia 99 os./1 km².